# Barberà de la Conca
Barberà de la Conca – gmina w Hiszpanii, w prowincji Tarragona, w Katalonii, o powierzchni 26,32 km². W 2011 roku gmina liczyła 526 mieszkańców.